# Bisfenoid snub
În geometrie, bisfenoidul snub este unul dintre poliedrele Johnson (J84). Este unul dintre poliedrele elementare Johnson care nu se pot obține prin „tăiere și lipire” ale poliedrelor platonice sau arhimedice.
Nu este un poliedru regulat deoarece la unele vârfuri se întâlnesc patru fețe, iar altele cinci, deci nu are o sferă circumscrisă. Este un tip de dodecaedru, unul dintre cele opt deltaedre (poliedre convexe cu fețe triunghiulare echilaterale) și este al 84-lea poliedru Johnson. Poate fi considerat o antiprismă pătrată în care ambele pătrate sunt înlocuite cu câte două triunghiuri echilaterale.

## Istoricul denumirilor
Această formă a fost numită „dodecaedru siamez” în lucrarea lui Hans Freudenthal și Bartel Leendert van der Waerden (1947) în care a fost descris pentru prima dată setul de opt deltaedre.
Numele de „bisfenoid snub” provine din clasificarea lui Norman Johnson din 1966 a poliedrelor Johnson. Bernal scrie că bisfenoidul snub este „o coordonare foarte comună în cristalografie pentru ionul de calciu”.

## Proprietăți
Bisfenoidul snub este 4-conex, ceea ce înseamnă că este nevoie de eliminarea a patru vârfuri pentru a deconecta vârfurile rămase. Este unul dintre cele patru poliedre simpliciale bine acoperite⁠(d) cu 4 conexiuni, ceea ce înseamnă că toate mulțimile maxime independente⁠(d) ale vârfurilor sale au aceleași mărime. Celelalte trei poliedre cu această proprietate sunt octaedrul regulat, bipiramida pentagonală și un poliedru neregulat cu 12 vârfuri și 20 de fețe triunghiulare.
Bisfenoidul snub are aceleași simetrii ca un bisfenoid tetragonal: are o axă de simetrie de rotație de 180° prin punctele medii ale celor două laturi opuse, două plane perpendiculare de simetrie de reflexie prin această axă și patru operații suplimentare de simetrie date de o reflexie perpendiculară pe axă urmată de un sfert de tură și eventual o altă reflexie paralelă cu axa. Adică are simetrie antiprismatică D2d, un grup de simetrie de ordin 8.
Sferele centrate în vârfurile bisfenoidului snub formează un grup care, conform experimentelor numerice, are cel mai mic potențial Lennard-Jones⁠(d) posibil dintre toate grupările de opt sfere.
Până la simetrii și translație paralelă, bisfenoidul snub are cinci tipuri de geodezice închise simple (neautointersectate). Acestea sunt trasee de pe suprafața poliedrului care evită vârfurile și local arată ca cea mai scurtă cale: urmează segmente de linie dreaptă pe fiecare față a poliedrului pe care trec, iar când traversează o latură a poliedrului cele două incidente îndreptate spre latură formează unghiuri complementare pe suprafața poliedrului. Intuitiv, s-ar putea întinde o bandă de cauciuc în jurul poliedrului de-a lungul acestei căi și ar rămâne pe loc: nu există nicio modalitate de a schimba local calea și de a o scurta. De exemplu, un tip de geodezică traversează cele două laturi opuse ale bisfenoidului snub în punctele lor medii (unde axa de simetrie iese din politop) la un unghi de {\displaystyle \pi /3}. Un al doilea tip de trecere geodezică trece în apropierea intersecției bisfenoidului snub cu planul care bisectează perpendicular axa de simetrie (planul ecuatorial al poliedrului), traversând laturile a opt triunghiuri la unghiuri care alternează între {\displaystyle \pi /2} și {\displaystyle \pi /6}. Deplasarea unei geodezice pe suprafața poliedrului cu o cantitate mică (destul de mică încât deplasarea să nu facă să traverseze vreun vârf) păstrează proprietatea de a fi o geodezică și îi păstrează lungimea, astfel încât ambele exemple au versiuni deplasate ale același tip care sunt plasate mai puțin simetric. Lungimile celor cinci geodezice simple închise pe un bisfenoid snub cu laturi de lungimea o unitate sunt:
{\displaystyle 2{\sqrt {3}}\approx 3,464} (pentru geodezica ecuatorială),
{\displaystyle {\sqrt {13}}\approx 3,606},
{\displaystyle 4} (pentru geodezica prin punctele de mijloc ale laturilor opuse),
{\displaystyle 2{\sqrt {7}}\approx 5,292} și
{\displaystyle {\sqrt {19}}\approx 4,359}.
Cu excepția tetraedrului, care are un număr infinit de tipuri de geodezice simple închise, bisfenoidul snub are cele mai multe tipuri de geodezice dintre orice deltaedru.

## Construcție
|           |                |
| Bisfenoid | Bisfenoid snub |

Bisfenoidul snub este construit, după cum sugerează și numele, ca un poliedru snub, format dintr-un bisfenoid tetragonal, o formă de simetrie inferioară a unui tetraedru regulat.
Operația snub produce o singură bandă ciclică de triunghiuri care separă două laturi opuse (cu roșu în figură) și triunghiurile lor adiacente. Antiprismele snub sunt analoge prin faptul că au o singură bandă circulară de triunghiuri, dar în antiprismele snub aceste benzi separă două fețe opuse și triunghiurile lor adiacente în loc de două laturi opuse.
Bisfenoidul snub poate fi construit și din antiprisma pătrată prin înlocuirea celor două fețe pătrate cu perechi de triunghiuri echilaterale. Totuși, difenoidul snub este un poliedru Johnson elementar, care nu rezultă din operațiile „tăiat și lipit” ale poliedrelor platonice sau arhimedice.
Un model fizic al bisfenoidului snub poate fi format prin plierea unei desfășurate formată din 12 triunghiuri echilaterale.

## Mărimi asociate

### Coordonate carteziene
Fie {\displaystyle q\approx 0,16902} numărul real pozitiv care este o rădăcină a polinomului
{\displaystyle 2x^{3}+11x^{2}+4x-1.}
În plus, fie
{\displaystyle r={\sqrt {q}}\approx 0,41112}
{\displaystyle s={\sqrt {\frac {1-q}{2q}}}\approx 1,56786}
și
{\displaystyle t=2rs={\sqrt {2-2q}}\approx 1,28917.}
Cele opt vârfuri ale bisfenoidului snub au coordonatele carteziene
{\displaystyle (\pm t,r,0),\,(0,-r,\pm t),}
{\displaystyle (\pm 1,-s,0),\,(0,s,\pm 1).}
Deoarece această construcție implică soluția unei ecuații de gradul al treilea, spre deosebire de celelalte șapte deltaedre, bisfenoidul snub nu poate fi construit cu rigla și compasul.

### Arie și volum
Aria bisfenoiudului snub cu lungimea laturilor a este aria celor 12 triunghiuri echilaterale:
{\displaystyle A=3{\sqrt {2}}\,a^{2}\approx 5,196152.}
Din coordonatele de mai sus este posibil să se calculeze volumul unui bisfenoid snub cu lungimea laturii a ca {\displaystyle \xi a^{3}}, unde {\displaystyle \xi \approx 0,859494} este rădăcina pozitivă a polinomului
{\displaystyle 5832x^{6}-1377x^{4}-2160x^{2}-4.}
Forma exactă a {\displaystyle \xi } poate fi exprimată astfel
{\displaystyle \xi ={\frac {1}{6{\sqrt {6}}}}{\sqrt {17+{\sqrt[{3}]{155249-28848i{\sqrt {237}}}}+{\sqrt[{3}]{155249+28848i{\sqrt {237}}}}}},}
{\displaystyle \xi ={\frac {1}{6{\sqrt {6}}}}{\sqrt {17+2{\sqrt {6049}}\cos \left({\frac {1}{3}}\tan ^{-1}\left({\frac {28848{\sqrt {237}}}{155249}}\right)\right)}},}
unde {\displaystyle i} este unitatea imaginară.

## Poliedre înrudite
O altă construcție a bisfenoidului snub este ca o girobianticupolă digonală. Are aceeași topologie și simetrie, dar fără triunghiuri echilaterale. Are 4 vârfuri într-un pătrat pe un plan central, ca două anticupole atașate cu simetrie de rotație. Dualul său are pentagoane în unghi drept și poate umple spațiul.

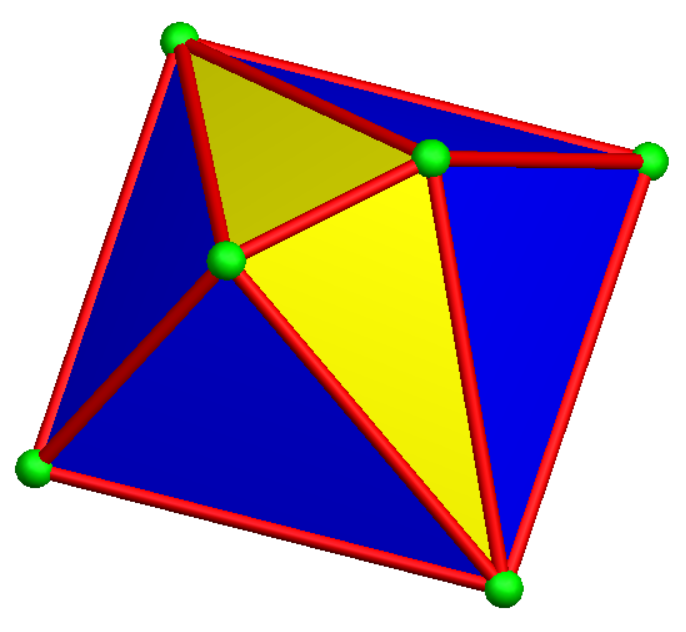
Anticupolă digonală
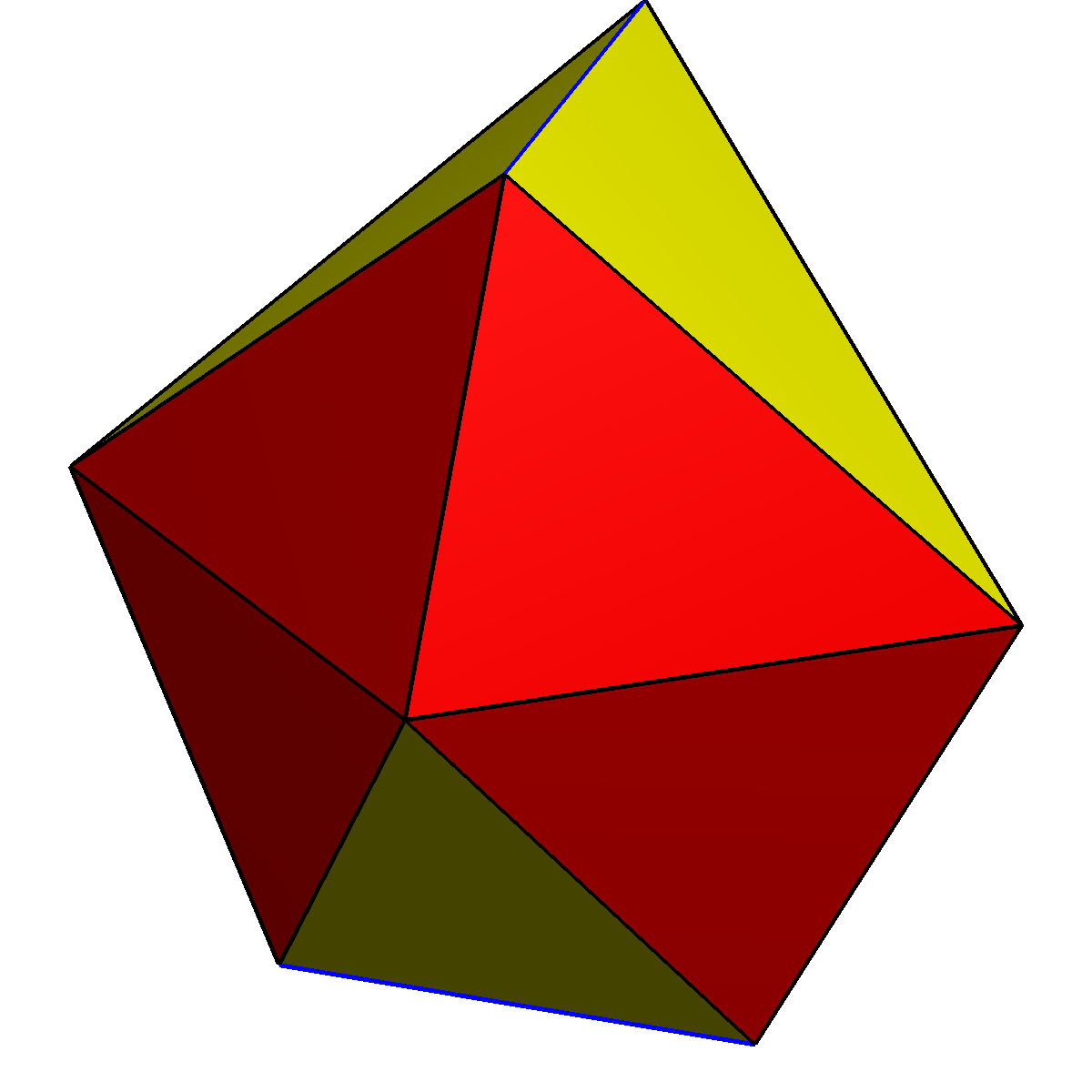
Girobianticupolă
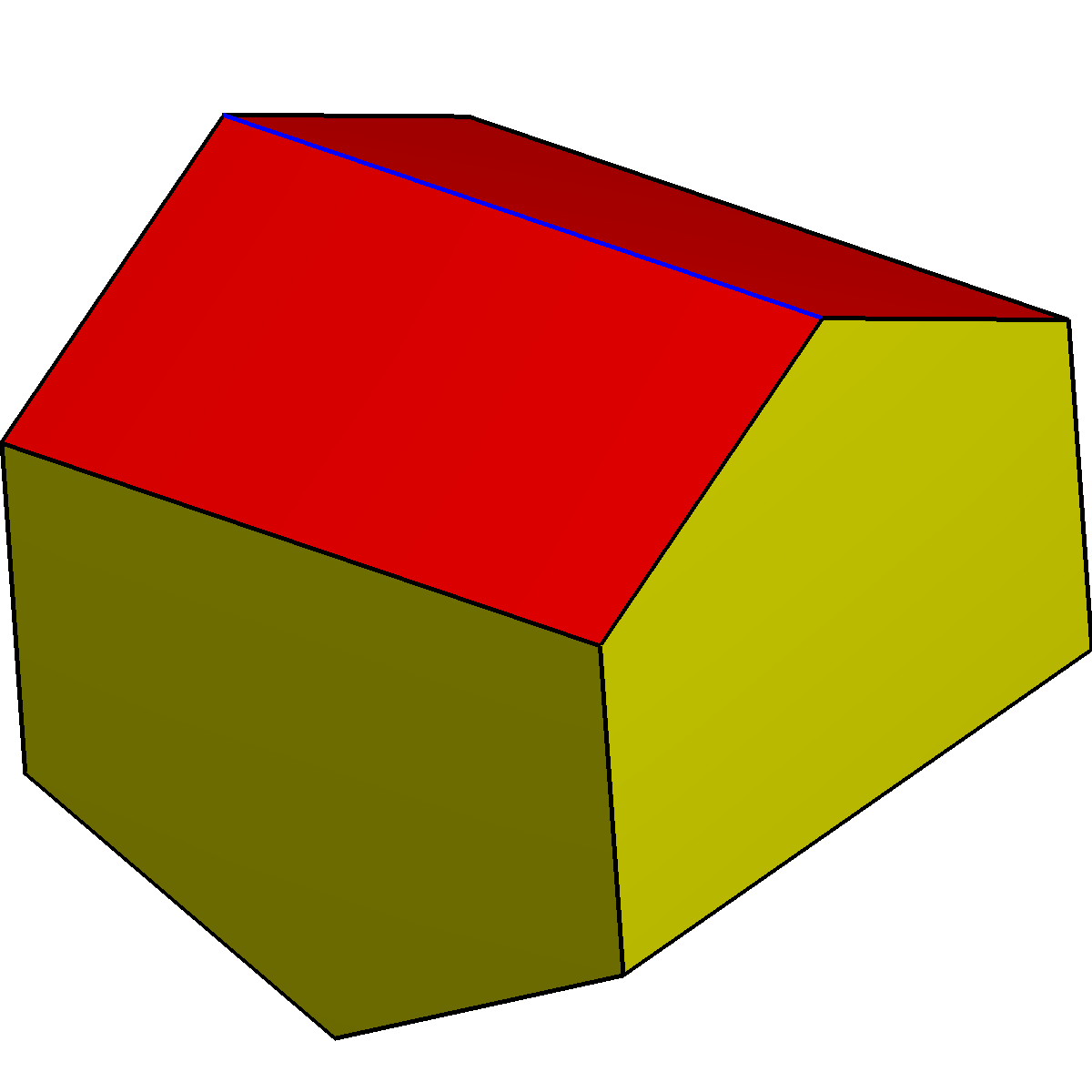
(dual) Girobifastigium alungit
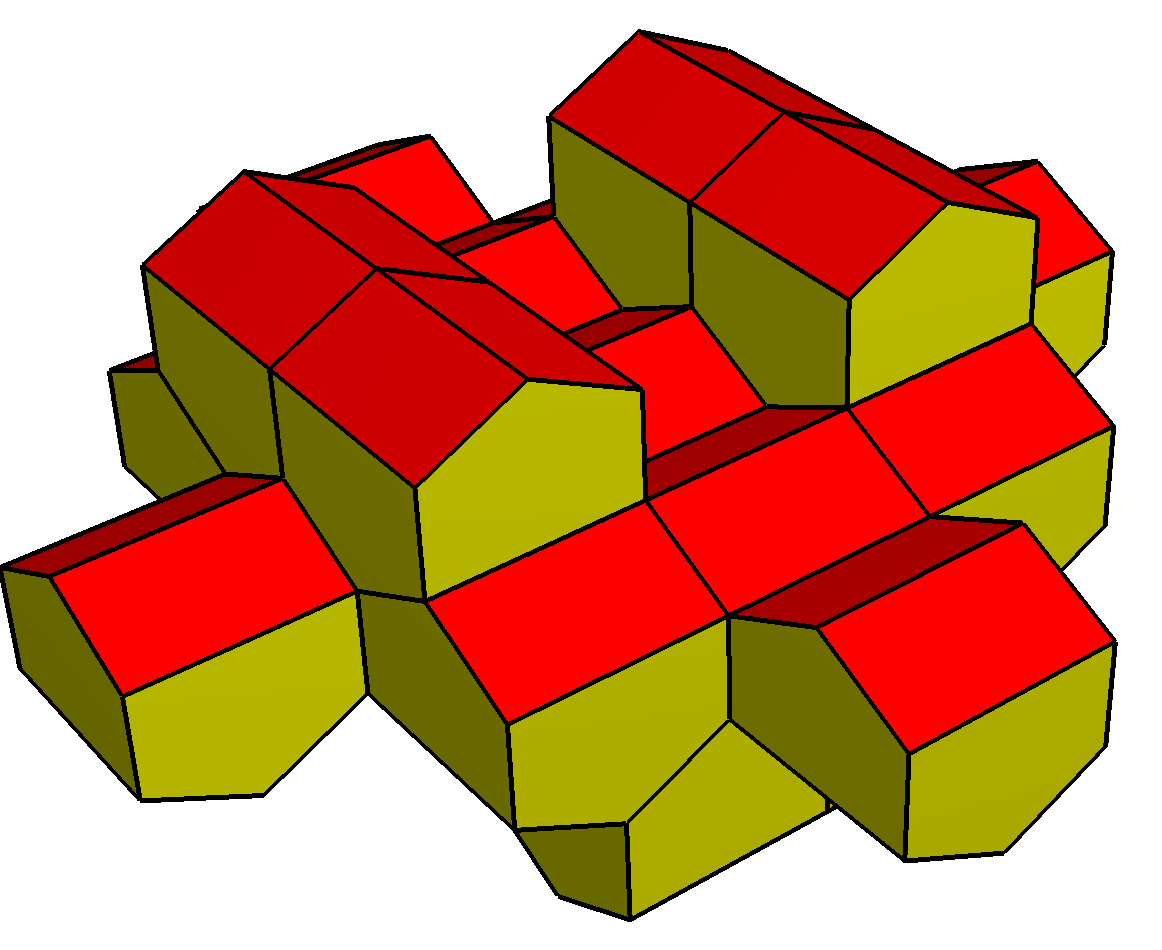
Fagure (parțial)